# Myotis aelleni
Myotis aelleni is een zoogdier uit de familie van de gladneuzen (Vespertilionidae). De wetenschappelijke naam van de soort werd voor het eerst geldig gepubliceerd door Baud in 1979.

## Voorkomen
De soort komt voor in het zuidwesten van Argentinië.